# Mértani közép

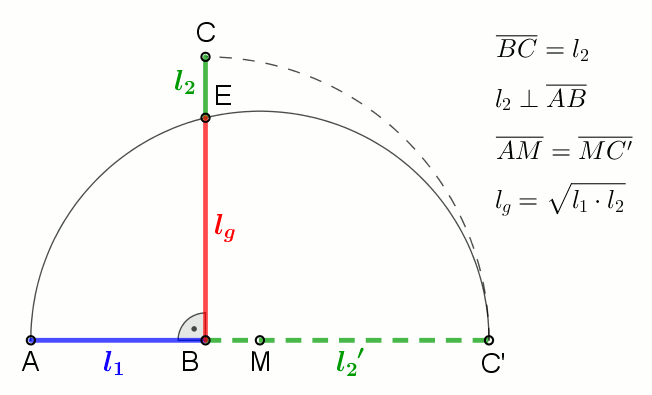

A mértani közép a matematikában a középértékek egyike. Két nemnegatív szám mértani (geometriai) középarányosa egyenlő a két szám szorzatának négyzetgyökével. Hasonlóan, több nemnegatív szám mértani közepe a számok szorzatának annyiadik gyöke, ahány számot vettünk. Jele általában G (az angol "geometric" (mértani) szó kezdőbetűje) vagy M (mint mértani).

## Általános definíció
Az {\displaystyle a_{1},\,a_{2},\,a_{3},\,...,\,a_{n}} nem negatív számok G mértani közepe:
Adott {\displaystyle a_{1},\dots ,a_{n}\in \mathbb {R} _{0}^{+}} nemnegatív valós számok mértani középértéke nem lehet kisebb, mint a számok legkisebbike, és nem lehet nagyobb, mint a számok legnagyobbika:

## Súlyozott mértani közép
Ha {\displaystyle a_{1},\,a_{2},\,\,...,\,a_{n}} nemnegatív számok,
{\displaystyle p_{1},\,p_{2},\,\,...,\,p_{n}} pedig olyan nemnegatív számok
amikre
teljesül, akkor a számok ({\displaystyle p_{1},\dots ,p_{n}}súlyokkal súlyozott) súlyozott mértani közepe az
szám.
A közönséges definíció ennek speciális esete, amikor

## Geometriai interpretáció
Az {\displaystyle a} és {\displaystyle b} számok mértani közepe az a szám, ami annak a négyzetnek az oldalhosszúsága, aminek területe egyenlő az {\displaystyle a} és {\displaystyle b} oldalú téglalap területével.
Ez meg is szerkeszthető a Pitagorasz-tétel és a magasságtétel alapján:
Egy egyenes szakaszra felmérjük az {\displaystyle a} és {\displaystyle b} hosszú szakaszokat. Felezzük meg az {\displaystyle a+b} szakaszhosszt, és húzzunk egy félkörívet a felezőpont körül {\displaystyle {\frac {a+b}{2}}} sugárral (Thalész-kör). Állítsunk merőlegest abban a pontban, ami az a és a b szakasz határpontja. A körív és a merőleges által kimetszett szakasz hossza a keresett mértani közép.
Három szám, {\displaystyle a}, {\displaystyle b} és {\displaystyle c} mértani közepe az a szám, ami annak a kockának az oldalhosszúsága, aminek térfogata egyenlő az {\displaystyle a}, {\displaystyle b} és {\displaystyle c} oldalú téglatest térfogatával. Hasonlók igazak több számra és magasabb dimenziós hiperkockákra.

## Tulajdonságai
Komplex számokra nem szokás kiterjeszteni, mivel a komplex gyökvonás nem egyértelmű.
A mértani közép nem kisebb, mint a legkisebb adott szám, és nem nagyobb a legnagyobbnál.
Ha az egyik szám nulla, akkor a mértani közép is nulla.
Amennyiben a sorozat összes tagja pozitív, mértani sorozatban – az elsőt kivéve – bármelyik tag a két szomszédjának mértani közepe. Általában {\displaystyle a_{n}} tag az {\displaystyle a_{n-k}} és {\displaystyle a_{n+k}} tagok mértani közepe, ha {\displaystyle n>k} pozitív egészek.

### Kapcsolat a számtani középpel és a logaritmussal
Ha egymással nem egyenlő adatokat úgy változtatunk, hogy megmaradjon a számtani közepük, akkor mértani közepük mindig csökken.
A mértani és a számtani közép egyenlőtlensége:
{\displaystyle x_{\mathrm {G} }\leq x_{\mathrm {A} }}
Ezzel ekvivalens állítás:
{\displaystyle \log {\bar {x}}_{\mathrm {geom} }={\frac {1}{n}}\sum _{i=1}^{n}\log x_{i},}
Másként kifejezve:
Ha {\displaystyle a_{1},a_{2},\dots ,a_{n}>0}
{\displaystyle \left(\prod _{i=1}^{n}a_{i}\right)^{\frac {1}{n}}=\exp \left[{\frac {1}{n}}\sum _{i=1}^{n}\ln a_{i}\right]}
ha pedig van {\displaystyle \exists a_{j}<0} akkor
{\displaystyle \left(\prod _{i=1}^{n}a_{i}\right)^{\frac {1}{n}}=\left(-1\right)^{\frac {m}{n}}\exp \left[{\frac {1}{n}}\sum _{i=1}^{n}\ln |a_{i}|\right]}
Ahol m is a negatív számok száma.
Ezt néha log-középnek nevezik, ami nem tévesztendő össze a logaritmikus középpel. Ez azt jelenti, hogy vesszük a logaritmusokat, kiszámoljuk a számtani közepüket, majd ennek vesszük az exponenciálisát, az eredeti számok mértani közepét kapjuk. Egyes programozási nyelvek előnyben részesítik ennek az implementációját, mert így elkerülhető az alul- és a túlcsordulás is.

### Kapcsolat a számtani és a harmonikus középpel
Fennáll még az összefüggés:
{\displaystyle x_{\mathrm {G} }={\sqrt {x_{\mathrm {A} }\cdot x_{\mathrm {H} }}}}
A mértani közép számtani-harmonikus közép is, ami azt jelenti, hogy ha definiáljuk az {\displaystyle a_{n}} és {\displaystyle h_{n}} sorozatokat, mint:
{\displaystyle a_{n+1}={\frac {a_{n}+h_{n}}{2}},\quad a_{0}=x}
és
{\displaystyle h_{n+1}={\frac {2}{{\frac {1}{a_{n}}}+{\frac {1}{h_{n}}}}},\quad h_{0}=y}
ahol {\displaystyle h_{n+1}} a két sorozat előző értékeinmek harmonikus közepe, akkor {\displaystyle a_{n}} és {\displaystyle h_{n}} tart az {\displaystyle x} és {\displaystyle y} mértani közepéhez.
A Bolzano–Weierstrass-tétel biztosítja, hogy a két sorozat határértéke megegyezzen, és emellett az is belátható, hogy a mértani közép megmarad:
{\displaystyle {\sqrt {a_{i}h_{i}}}={\sqrt {\frac {a_{i}+h_{i}}{\frac {a_{i}+h_{i}}{h_{i}a_{i}}}}}={\sqrt {\frac {a_{i}+h_{i}}{{\frac {1}{a_{i}}}+{\frac {1}{h_{i}}}}}}={\sqrt {a_{i+1}h_{i+1}}}}

### Konstans idejű számítások
Ha a mértani közepet arra használják, hogy megbecsüljék az átlagos növekedési ütemet, és a kezdőérték {\displaystyle a_{0}}, és ismert még az  {\displaystyle a_{n}} érték, akkor a mértani közép becsülhető úgy, mint
{\displaystyle \left({\frac {a_{n}}{a_{0}}}\right)^{\frac {1}{n}},}
A becslés annyira jó, amennyire az  {\displaystyle a_{n}} sorozat mértani.
A szomszédos elemek hányadosa  {\displaystyle a_{k+1}/a_{k}}, ezek mértani közepe :{\displaystyle \left({\frac {a_{1}}{a_{0}}}{\frac {a_{2}}{a_{1}}}\cdots {\frac {a_{n}}{a_{n-1}}}\right)^{\frac {1}{n}}=\left({\frac {a_{n}}{a_{0}}}\right)^{\frac {1}{n}}}

### Normalizálási tulajdonság
A mértani középre jellemző, hogy:
{\displaystyle {\mathit {GM}}\left({\frac {X_{i}}{Y_{i}}}\right)={\frac {{\mathit {GM}}(X_{i})}{{\mathit {GM}}(Y_{i})}}}
ami a többi középre csak speciális esetben teljesül. Emiatt a mértani közép használható normalizált mennyiségek átlagolására, míg más közepek nem. Például, ha számítógépek sebességét hasonlítják össze, vagy heterogén adatforrásokból származó mennyiségeket átlagolnak, például várható élettartam, képzettség, csecsemőkori halálozás. Ekkor a számtani és a harmonikus közép, de más közepek is attól függően változnak, hogy mihez viszonyítunk. Például különböző programok végrehajtási ideje:
|                  | A számítógép | B számítógép | C számítógép |
| ---------------- | ------------ | ------------ | ------------ |
| Első program     | 1            | 10           | 20           |
| Második program  | 1000         | 100          | 20           |
| Számtani közép   | 500,5        | 55           | 20           |
| Mértani közép    | 31,622...    | 31,622...    | 20           |
| Harmonikus közép | 1,998...     | 18,182...    | 20           |

A számtani és a mértani közép szerint a C számítógép a leggyorsabb. De ha normalizáljuk az értékeket, akkor a számtani közép bármelyik gépet mutathatja leggyorsabbnak. Például A eredményeire normalizálva kapjuk, hogy A a leggyorsabb:
|                  | A számítógép | B számítógép | C számítógép |
| ---------------- | ------------ | ------------ | ------------ |
| Első program     | 1            | 10           | 20           |
| Második program  | 1            | 0,1          | 0.02         |
| Számtani közép   | 1            | 5,05         | 10,01        |
| Mértani közép    | 1            | 1            | 0,632...     |
| Harmonikus közép | 1            | 0,198...     | 0,039...     |

B eredményeire normalizálva kapjuk, hogy a számtani közép szerint B a leggyorsabb, de a harmonikus közép szerint A a leggyorsabb:
|                  | A számítógép | B számítógép | C számítógép |
| ---------------- | ------------ | ------------ | ------------ |
| Első program     | 0,1          | 1            | 2            |
| Második program  | 10           | 1            | 0,2          |
| Számtani közép   | 5,05         | 1            | 1.1          |
| Mértani közép    | 1            | 1            | 0,632        |
| Harmonikus közép | 0,198...     | 1            | 0,363...     |

C-re skálázva a számtani közép szerint a C, a harmonikus közép szerint az A a leggyorsabb:
|                  | A számítógép | B számítógép | C számítógép |
| ---------------- | ------------ | ------------ | ------------ |
| Első program     | 0,05         | 0,5          | 1            |
| Második program  | 50           | 5            | 1            |
| Számtani közép   | 25,025       | 2,75         | 1            |
| Mértani közép    | 1,581...     | 1,581...     | 1            |
| Harmonikus közép | 0,099...     | 0,909...     | 1            |

A mértani közép mindhárom esetben ugyanazt a sorrendet adja.
Azonban a mértani közép használatának korrektsége megkérdőjelezhető, ugyanis attól, hogy a normalizálás nem hat a mértani középpel számított sorrendre, nem jelenti azt, hogy korrekt. Általában súlyozzák a programokat, a számtani középpel kiszámítják az átlagos futási eredményt, majd ezt normalizálják. A fenti táblázatok egyszerűen különbözőképpen súlyozzák a programokat, ezért adnak különböző eredményt a számtani és a harmonikus közepekre. Az első egyenlő súlyt ad a két programnak; a másodikban 1/1000 a második program súlya az elsőhöz képest, a harmadikban  1/100 a második és 1/10 az első program súlya. A fő ellenérv az, hogy a mértani közép számításában időket szorzunk össze, aminek nincs fizikai jelentése. Nem úgy, mint a számtani közép esetén, ahol az összidőt kell kiszámítani. Az idővel fordítottan arányos mennyiségeket inkább harmonikus középpel átlagolják.

## Alkalmazása
A mértani közepet multiplikatív – magyarul összeszorozható – mennyiségek átlagolására használhatjuk (például infláció, banki kamatok, amortizáció).

### Arányos növekedés
A mértani közép alkalmasabb az arányos növekedés leírására, mint a számtani; akár exponenciális növekedés esetén, akár változó arányú növekedés esetén. Így számítják például a compound annual growth rate (CAGR) mennyiséget. Egy időszakra az átlagos növekedési sebességet adja meg, amivel ugyanannyi kezdőtőkéből ugyanazt a végösszeget lehet nyerni exponenciális növekedéssel.
Tegyük fel, hogy egy narancsfa az első évben 100, az azt követő években rendre 180, 210 és 300 narancsot terem. Ez megfelel 80%, 16,6666% és 42,8571%-os növekedésnek. A számtani közép szerint az átlagos növekedés  46,5079%. De ha 100 naranccsal kezdünk, és minden évben 46,5079%-kal növeljük a termést, akkor a végén 314 narancsot kapunk, ami nem egyezik a végeredménnyel.
Ha a mértani középpel számolunk, akkor a 80%-os növekedés megfelel az 1,80-nal való szorzásnak. Hasonlóan a többi tényező 1,166666 és 1,428571, ezek mértani közepe {\displaystyle {\sqrt[{3}]{1.80\times 1.166666\times 1.428571}}=1.442249}. Az átlagos növekedés évi 44,2249%. Azaz 100 naranccsal kezdve ezzel a növekedéssel a végeredmény 300 narancs, ahogy kell.
A mértani közepet több pénzügyi index számítására is használták, éppen e tulajdonsága miatt; például az  FT 30 index számításához a múltban és az Európai Unióban és az Egyesült Királyságban használt „RPIJ” kiszámításához az infláció mérésére. Ezzel az indexek mozgása jobban mérhető, mint számtani középpel.

### Társadalomtudományok
A United Nations Human Development Indexet 2010 óta mértani középpel számolják, mivel jobban tükrözi a különböző dimenziójú statisztikák összehasonlítását. Így például a születéskor várható élettartam 1%-os csökkentése ugyanúgy csökkenti 1%-kal a HDI-it, mint a jövedelem vagy a képzettség ugyanekkora csökkenése. A számtani középhez képest jobban figyelembe veszi az eltérést az átlagtól. Jegyezzük meg, hogy mivel az adatok között vannak olyanok, amiket nem a fenti módon normalizáltak, hanem statisztikailag végezték a normalizálást, azaz:
{\displaystyle (X-X_{\min })/(X_{\mathrm {norm} }-X_{\min })}.
Emiatt a mértani közép kevésbé természetes választás, mint a fenti esetben.

### Képarány

A Kerns Powers által felhasznált képarányok a kompromisszumos SMPTE 16:9 képarány megtalálásához. TV 4:3/1,33 piros, 1,66 narancssárga, 16:9/1,77̅ kék, 1,85 sárga, Panavision/2,2 sötétlila és CinemaScope/2,35 püspöklila

A mértani közepet kompromisszumos képarányként használják filmeken és videókon, mivel ezzel mindkettő ugyanannyit torzul, vagy ugyanakkora terület lesz levágva belőlük. Ha a két arányt képviselő egyenlő területű téglalapot egymásra helyezünk párhuzamos oldalakkal és közös középponttal, akkor a metszet téglalap és a legkisebb befoglaló téglalap oldalarányai is a két téglalap oldalarányainak mértani közepét adják.
Az SMPTE által választott 16/9 közelítőleg a 2,35 és a 4:3 képarányokat egyensúlyozza, mivel azok mértani közepe  {\displaystyle {\sqrt {2,35\times {\frac {4}{3}}}}\approx 1,7701}, és {\displaystyle 16:9=1.77{\overline {7}}}. Ezt Kerns Powers a fent leírt módon találta meg kivágott és egymásra helyezett téglalapokkal. A képarányok közül a két szélsőérték a meghatározó,  a többi akár ott se lett volna.
A 16:9 és a 4:3 közötti képarány kompromisszumaként a 14:9 képarányt ({\displaystyle 1.55{\overline {5}}}...) használják,. ami a kettő számtani közepe. A mértani közép {\displaystyle {\sqrt {{\frac {16}{9}}\times {\frac {4}{3}}}}\approx 1,5396\approx 13,8:9,} de ez már annyira közel van, hogy alig vehető észre (kisebb, mint 2%).

### Más geometriai jelentések
A mértani közepet több nyelven geometriai középnek nevezik, geometriai jelentősége miatt.
- Derékszögű háromszögben az átfogóhoz tartozó magasságvonal hossza az átfogó két szeletének mértani közepe. Ez a magasságtétel.
- Ellipszisben a fél kistengely mértani közepe az ellipszis és az egyik fókusz távolságának. Hasonlóan, a fél nagytengely és a semi-latus rectum mértani közepe is. A fél nagytengely mértani közepe a diretrix és az egyik fókusz, illetve az egyik fókusz és a középpont távolságának.
- Egy gömb horizontjának távolsága a gömb legközelebbi és legtávolabbi pontjától mért távolságának mértani közepe.
- S.A. Ramanujan (1914) mindkét közelítése a kör négyszögesítésére mértani közepet használ.
- A tizenhétszög egyik szerkesztésében (T. P. Stowell, 1818) is megjelenik a mértani közép.

### Visszaverődés elleni védelem
A fényvisszaverődés minimalizálása érdekében az n0 és n2 törésmutatójú anyagok határán úgy kell kialakítani a bevonatot, hogy annak törésmutatója n1 a mértani közép legyen: {\displaystyle n_{1}={\sqrt {n_{0}n_{2}}}}.

### Jelfeldolgozás
A jelfeldolgozásban a mértani közepet használják a spektrum alakjának mérésére, vagyis arra, hogy mennyire lapos a spektrum. A hatványspektrum mértani közepét annak számtani közepére emelik.

## Lásd még
- Számtani és mértani közép közötti egyenlőtlenség
- Befogótétel
- Magasságtétel

## Fordítás
Ez a szócikk részben vagy egészben  a   Geometric mean című angol Wikipédia-szócikk fordításán alapul.  Az eredeti cikk szerkesztőit annak laptörténete sorolja fel. Ez a jelzés csupán a megfogalmazás eredetét és a szerzői jogokat jelzi, nem szolgál a cikkben szereplő információk forrásmegjelöléseként.